# Гарин, Олег Сергеевич
Оле́г Серге́евич Га́рин (22 сентября 1966, Находка, Приморский край) — советский и российский футболист, нападающий, тренер. Один из лучших бомбардиров чемпионата России начала 1990-х годов.

## Карьера

### Клубная
Карьеру начал в 1986 году во владивостокском «Луче». В следующем году перешёл в «Океан». Автор первого гола «Океана» в российских чемпионатах. 3 апреля 1992 года в матче с московским «Локомотивом» (1:2) открыл счёт, забив гол на 2-й минуте. Благодаря успешным выступлениям за находкинский клуб в чемпионате России попал в поле зрения тогдашнего главного тренера московского «Локомотива» Юрия Сёмина и перебрался в Москву. В «Локомотиве» дважды становился лучшим футболистом команды. После карьера пошла на спад. Гарин всё реже стал попадать в основной состав, следствием этого стал переход в 1998 году в нижегородский «Локомотив», которому он помог вернуться в Высшую лигу. Под занавес карьеры успел поиграть за «Уралан» и «Ладу». В 2001 году завершил карьеру в «Океане».
В Высшем дивизионе провёл 161 матч, забил 57 мячей.
Выступал за вторую сборную России.

### Тренерская
В 2002 году стал главным тренером «Нефтяника» из пгт Ноглики. Под его руководством команда стала чемпионом Дальнего Востока и Сахалина, после чего поступило предложение возглавить «Океан». В 2007 году возглавил красноярский «Металлург». В 2008 году был отправлен в отставку. В 2010—2011 годах был тренером брянского «Динамо». В мае 2011 года исполнял обязанности главного тренера клуба. 18 марта 2015 года стал главным тренером брянского «Динамо». 24 апреля 2016 года отправлен в отставку по причине неудовлетворительных результатов команды.
26 декабря 2017 года возглавил женскую команду красноярского «Енисея», играющую в Высшей лиге и работал с ней до конца сезона 2018 года.

## Достижения

### Командные
- Серебряный призёр чемпионата России: 1995
- Бронзовый призёр чемпионата России: 1994
- Обладатель Кубка России (2): 1995/96, 1996/97
- Серебряный призёр Первого дивизиона: 1998
- Победитель зоны «Восток» Второй лиги СССР: 1991
- Бронзовый призёр зоны «Восток» Второй лиги СССР: 1990
- Обладатель Кубка РСФСР: 1989

### Личные
- Лучший бомбардир московского «Локомотива» по числу голов за сезон: 20 мячей в 1994 году
- В списках 33 лучших футболистов чемпионата России (3): № 2 (1994, 1995), № 3 (1992)

## Личная жизнь
Племянник Александр Тихоновецкий (Гарин) — также футболист.